# Fennassa Bab El Hit
Fennassa Bab El Hit  (in arabo فناسة باب الحيط‎?) è un centro abitato e comune rurale del Marocco situato nella provincia di Taounate, regione di Fès-Meknès. Conta una popolazione di 11 381 abitanti (censimento 2014).